# Marco Pappa
Marco Pablo Pappa Ponce (Guatemala-Stad, 15 november 1987) is een Guatemalteeks voetballer die zowel uit de voeten kan als vleugelaanvaller en als aanvallende middenvelder.

## Clubcarrière
Pappa begon bij CSD Municipal en speelt sinds 2009, eerst op huurbasis en sinds 2010 definitief, voor Chicago Fire in de MLS. Per augustus 2012 komt hij uit voor sc Heerenveen waar hij een contract voor 4 jaar tekent, in eerste instantie zou hij zich pas in januari 2013 bij Heerenveen aansluiten. Op 3 januari 2014 werd zijn tot medio 2016 lopende contract bij Heerenveen ontbonden. Pappa keerde hierna terug naar de Amerikaanse Major League Soccer (MLS). In januari 2017 keerde hij terug bij zijn jeugdclub CSD Municipal.

## Interlandcarrière
Sinds 2008 komt Pappa uit voor het Guatemalteeks voetbalelftal. Hij was actief op de CONCACAF Gold Cup 2011 en 2015.